# Григорій Михайлович (єпископ)
Григо́рій Михайло́вич (іноді Михало́вич) гербу Лис (пол. Grzegorz Michałowicz herbu Lis; ? — 13 квітня 1632) ― релігійний діяч Речі Посполитої, василіянин, єпископ Пінський і Турівський Руської унійної церкви.

## Життєпис
Імовірно, належав до шляхетського роду гербу Лис і, можливо, походив зі Смоленського воєводства.
1624 року призначений єпископом-коад'ютором із правом наступництва Пінського єпарха Паїсія Онишкевича-Саховського і титулярним єпископом Турівським. Висвячений у Новогрудку в січні 1624 року київським митрополитом Йосифом Велямином Рутським, на його свяченнях були присутні всі тогочасні єпископи Руської Унійної Церкви.
Після смерті Онишкевича-Саховського (13 травня 1626) успадкував єпископський престол Пінська і Турова.
Помер 13 квітня 1632 року. Тимчасовим намісником Пінської єпископії до вступу на кафедру нового владики став ієромонах Тарасій Нарбутович.